# Војислав Лубарда
Војислав Лубарда (Рогатица, 17. јун 1930 — Београд, 13. октобар 2013) био је српски књижевник, романсијер, члан Академије наука и умјетности Републике Српске и члан Сената Републике Српске.

## Биографија
Рођен је 1930. у Рогатици. Средњу шумарску школу и Филозофски факултет, одсјек књижевност, завршио је у Сарајеву. Његов други роман „Љуљашка“, одмах је по издању 1963. године био забрањен у Сарајеву. Ту је радио као новинар, професор, уредник листа за културу и као уредник редакције за умјетност и културу на Телевизији Сарајево. Након што је објавио чланак „Посланица Маку Диздару“ у часопису „Студент“, изгубио је положај уредника Редакције за умјетност и културу Телевизије Сарајево, а убрзо је добио и отказ са посла. Након издања романа „Гордо посртање“, политичке власти су му забраниле рад у струци. Због садржаја романа „Гордо посртање“ је доживио политички прогон у Сарајеву, који је описао у роману „Свилени гајтан“. Тематика његових романа се бавила злочинима усташа и мухаџера над Србима у Подрињу. Након што су му политичке власти забраниле рад у струци, из Сарајева се почетком 1975. сели у Београд. Као књижевник се прославио романом „Преображење“, који је издао 1979. Добитник је НИН-ове награде за најбољи роман 1989. године, за роман „Вазнесење“.
Био је члан Сената Републике Српске од 1996. године. Дописни члан Академије наука и умјетности Републике Српске је постао 27. јуна 1997, а редовни 21. јуна 2004.
Преминуо је у Београду 13. октобра 2013. године.

## Дјела
- Ближњи свој, (1962)
- Љуљашка, (1963)
- Гордо посртање, (1970)
- Преображење, (1979) (1980) (1982) (1990)
- Покајање, (1987)
- Вазнесење, (1989)[10]
- Свилени гајтан,
- Анатема (+ 5 наслова),
- Тамни вилајет, (1994)[11]
- Српска беспућа: Књижевнополитички огледи[12][13]